# Bettmerhorn
Bettmerhorn là ngọn núi thuộc dãy Alpes bernoises, nằm ở bắc Bettmeralp thuộc bang Valais, Thụy Sĩ. Để đến đỉnh người leo núi có thể đi bộ 30 phút sau khi đi phần lớn ngọn núi bằng cáp treo từ làng Bettmeralp không có xe hơi. Có thể đến Bettmeralp bằng cáp treo từ ga tàu Betten (Matterhorn Gotthard Bahn).
Trạm đỉnh Bettmerhorn cung cấp tầm nhìn ấn tượng trên dãy núi Alpes bernoises và sông băng Aletsch, lớn nhất trong Alpơ. Tầm nhìn cũng mở rộng đến Lepontine và Pennine Alpes (Dom, Matterhorn, Weisshorn).